# Feričanci
Feričanci är en ort i Kroatien.   Den ligger i länet Baranja, i den östra delen av landet, 160 km öster om huvudstaden Zagreb. Feričanci ligger 127 meter över havet och antalet invånare är 1 863.
Terrängen runt Feričanci är platt åt nordost, men åt sydväst är den kuperad. Runt Feričanci är det mycket glesbefolkat, med 3 invånare per kvadratkilometer. Närmaste större samhälle är Našice, 9,8 km sydost om Feričanci. Omgivningarna runt Feričanci är en mosaik av jordbruksmark och naturlig växtlighet.